# 23284 Celik
23284 Celik è un asteroide della fascia principale. Scoperto nel 2000, presenta un'orbita caratterizzata da un semiasse maggiore pari a 2,4356560 UA e da un'eccentricità di 0,1646311, inclinata di 3,23067° rispetto all'eclittica.